# (13195) 1997 CG6
(13195) 1997 CG6 là một tiểu hành tinh vành đai chính. Nó được phát hiện bởi Chương trình tiểu hành tinh Bắc Kinh Schmidt CCD ở trạm Xinglong ở tỉnh Hồ Bắc, Trung Quốc ngày 2 tháng 2 năm 1997.